# Hochschule Dalarna
Die Hochschule Dalarna (schwedisch: Högskolan Dalarna) ist eine 1977 gegründete Hochschule in der historischen schwedischen Provinz Dalarna mit Standorten in Falun und Borlänge.
Aktuell studieren etwa 17.430 Studenten an der Hochschule. Zu den deutschen Partnerhochschulen gehört unter anderem der Umwelt-Campus Birkenfeld der Hochschule Trier.

## Bekannte Hochschulangehörige und Ehemalige (Auswahl)
- Paulina Brandberg (* 1983), schwedische Politikerin
- Hampus Dahlqvist (* 1992), schwedischer Handballer
- Maja Hagermann (* 1960), schwedische Dokumentarfilmerin
- Sylvia Ingemarsson (* 1949), schwedische Filmemacherin
- Sverker Johansson (* 1961), schwedischer Physiker
- Georg Kössler (* 1984), deutscher Politiker und Umweltlobbyist
- Rohey Malick Lowe (* 1971), gambische Politikerin
- Agneta Stark (* 1946), schwedische Ökonomin